# Больше, чем любовь
«Бо́льше, чем любо́вь» (англ. A Lot like Love) — романтическая комедия 2005 года режиссёра Найджела Коула.

## Сюжет
Фильм концентрируется на отношениях между Оливером (Эштон Кутчер) и Эмили (Аманда Пит), которые впервые встретились во время полёта из Лос-Анджелеса в Нью-Йорк. На протяжении последующих семи лет они продолжают встречаться друг с другом, меняя разных партнёров и профессии, становясь при этом хорошими знакомыми, а затем близкими друзьями.
Спустя семь лет, перенося одни неудачные отношения за другими, они, наконец, понимают, что должны быть вместе.

## В ролях
| Актёр           | Роль             |
| --------------- | ---------------- |
| Эштон Кутчер    | Оливер Мартин    |
| Аманда Пит      | Эмили Фриэл      |
| Кэтрин Хан      | Мишель           |
| Кэл Пенн        | Джитер           |
| Эли Лартер      | Джина            |
| Тайрон Джордано | Грэхэм Мартин    |
| Тэрин Мэннинг   | Эллен Мартин     |
| Габриэль Манн   | Питер            |
| Джереми Систо   | Бен              |
| Мун Бладгуд     | Бриджет          |
| Меган Маркл     | красивая девушка |

## Критика
Манохла Даргис из The New York Times сказала, что фильм «время от времени довольно хороший, наполненный настоящими чувствами, проработанным исполнением и историей, достаточно структурированной, чтобы иногда казаться очень похожей на жизнь». Она добавила: «Это приятное напоминание о голливудских временах, казалось бы, давно ушедших, когда парень встречал девушку в романтической комедии среднего уровня без стремления к артистизму или низкопробной гадости».
Роджер Эберт из Chicago Sun-Times наградил фильм 1 звездой из 4 и включил его в свой список «Самых ненавистных фильмов». Эберт заметил: «Фильм длится 95 минут, но ни один из персонажей не говорит ни одной запоминающейся вещи».
Рут Стейн из San Francisco Chronicle сказала: «Неудачный кастинг почти саботирует остроумный сценарий… Эштон Катчер и Аманда Пит, которые иногда являются парой, вместе почти в каждой сцене, из-за чего трудно скрыть огромный разрыв в их актерских способностях… Катчер неспособен делать тяжелую работу, необходимую для того, чтобы быть романтическим персонажем... Тем не менее, фильм богат деталями, которые часто упускают из виду из-за недостатка бюджета или воображения».
Питер Трэверс из журнала Rolling Stone поставил фильму 2 звезды из 4, назвав его «очень похожим на множество других романтических комедий, в которых двое влюбленных становятся друзьями («Когда Гарри встретил Салли», «Интуиция»), и очень непохожим на двух остроумных и мудрых фильма Ричарда Линклейтера — «Перед рассветом» и «Перед закатом», которые охватывают отношения между Итаном Хоуком и Жюли Дельпи на протяжении почти десяти лет и заставляют вас хотеть узнать больше».